# Hübneriet

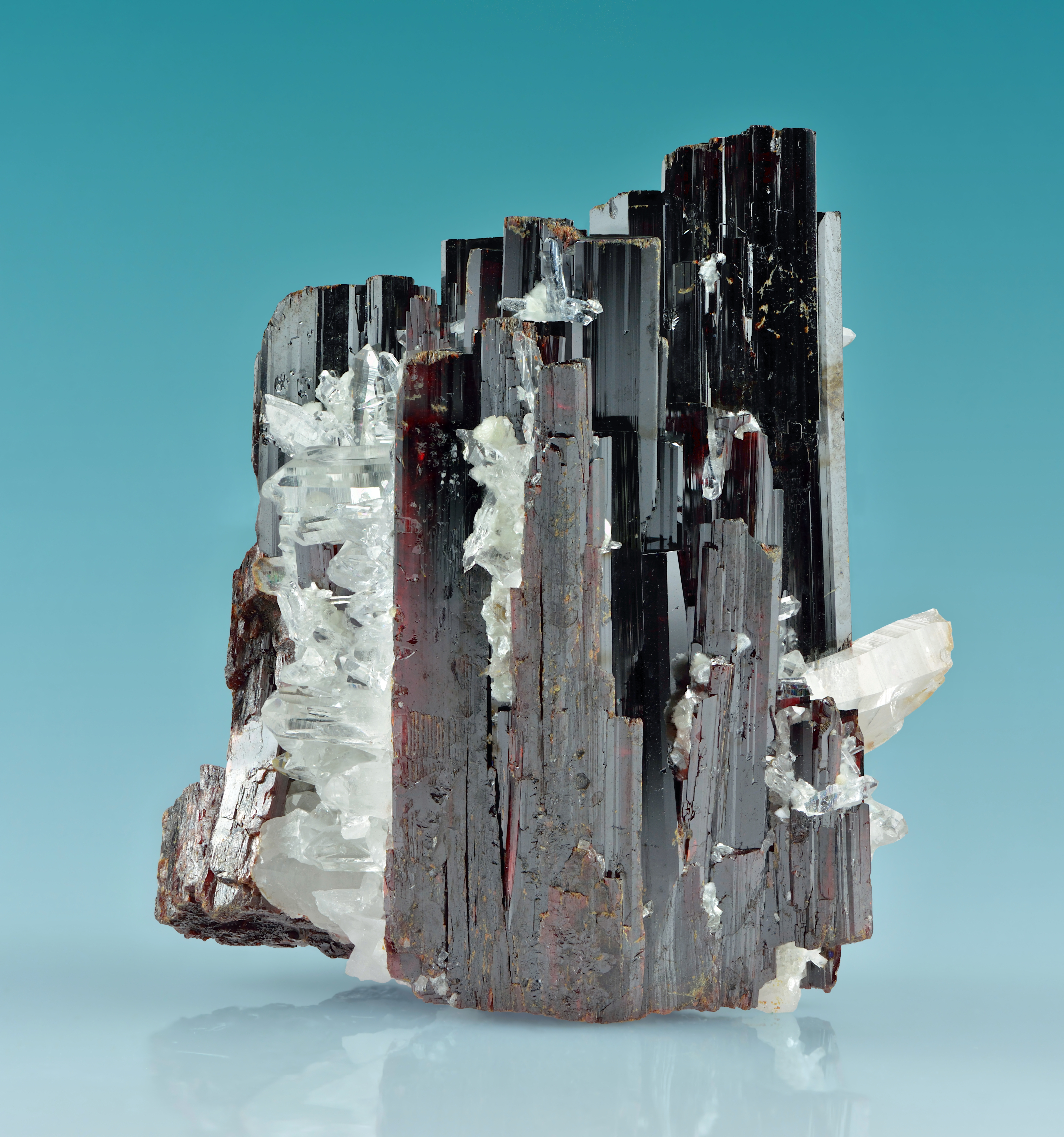
Hübneriet

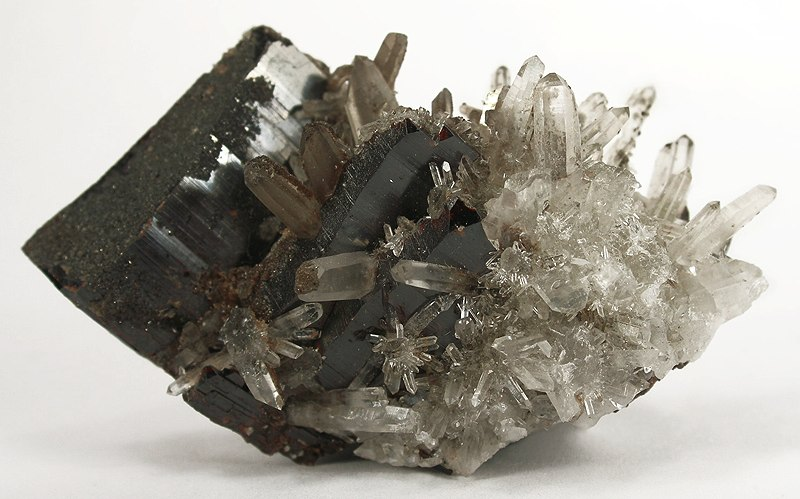

Het mineraal hübneriet is een mangaan-wolframaat, een verbinding van een wolframaat met mangaan met de molecuulformule Mn2+WO4. Het is naar Adolph Hübner genoemd, een mineraloog uit Duitsland. Het is roodbruin tot bruin of zwart, heeft een submetallische glans en een roodbruine streepkleur. Het heeft een perfecte splijting volgens het kristalvlak [010] en een monoklien kristalstelsel. De massadichtheid is 7,15 kg/l, de hardheid is 4,5 en het is niet radioactief. Hübneriet is een typisch mineraal in hydrothermale aders van hoge temperatuur en in granieten, pegmatieten en alluviale afzettingen.

## Lijsten
- Lijst van mineralen
- Lijst van naar een persoon genoemde mineralen